# Пиперков-Чифлик
Пиперков-Чифлик (болг. Пиперков чифлик) — село в Болгарии. Находится в Кюстендилской области, входит в общину Кюстендил. Население составляет 924 человека.

## Политическая ситуация
В местном кметстве Пиперков-Чифлик, в состав которого входит Пиперков-Чифлик, должность кмета (старосты) исполняет Стефан Тодоров Котев (коалиция в составе 6 партий: Демократы за сильную Болгарию (ДСБ), Движение «Георгиев день», Земледельческий народный союз (ЗНС), Демократическая партия Болгарии (ДП), Союз свободной демократии (ССД)Союз демократических сил (СДС)) по результатам выборов правления кметства.
Кмет (мэр) общины Кюстендил — Петыр Георгиев Паунов (коалиция в составе 3 партий: Демократы за сильную Болгарию (ДСБ), Союз демократических сил (СДС), партия АТАКА) по результатам выборов в правление общины.